# Centrale nucléaire de Chashma
La centrale nucléaire de Chashma, ou CHASNUPP pour CHASma NUclear Power Plant, est située à Chashma dans la province du Pendjab au Pakistan.

## Historique
Le premier projet de réacteur nucléaire dénommé Chasnupp avait été initié dans les  années 1970 en collaboration avec la France, et les premiers travaux réalisés par l'entreprise Saint-Gobain. C'était un projet de 137 MWe qui a été abandonné par la France en 1978 du fait que le Pakistan ne voulait pas signer le Traité de non-prolifération nucléaire (TNP).
Les pakistanais ont maintenu leur projet Chasnupp et la construction d'un réacteur à eau pressurisée (REP) a été engagée le 31 décembre 1991 par un contrat signé avec les Chinois. Cette construction, similaire à celle du réacteur chinois de Qinshan-1, a pu être achevée à la fin de 1998 et le réacteur a été couplé au réseau le 13 juin 2000.
La construction d'un second réacteur à eau pressurisée d'une puissance de 325 mégawatts a été lancée en décembre 2005, également avec l'aide chinoise.
- Chasnupp-1 : 310 MWe, mis en service en 2000.
- Chasnupp-2 : 325 MWe, mis en service en 2011[1].

Par ailleurs, deux nouvelles tranches d'une puissance équivalente aux deux premières sont construites à la suite d'un accord en juin 2010 pour un montant alors estimé à 2,37 milliards de dollars américains et dont le coût final serait plus élevé que prévu :
- Chasnupp-3, dont le dôme a été mis en place le 6 mars 2013 a été inaugurée le 28 décembre 2016 par le Premier ministre Nawaz Sharif[2].

- Chasnupp-4 dont la construction démarre décembre 2011 en est connecté au réseau électrique le 29 juin 2017[3].

En mars 2013, le Pakistan et la Chine ont signé un accord pour la construction d'un cinquième réacteur (Chasnupp-5). Le modèle sera l'ACP-1000 de 1 100 MW.